# Давыдово (Дзержинский район)
Давыдово — деревня в Дзержинском муниципальном районе Калужской области России. Население — 37 жителей (2007 год). Входит в состав сельского поселения «Деревня Сени», с административным центром в деревне Лужное.
Расположена на берегу реки Угра в 18 км на юго-запад от центра Дзержинского района — города Кондрово.

## История
Осенью 1941 года, во время Великой Отечественной войны, деревня Давыдово была оккупирована гитлеровскими войсками. Освобождена от оккупации в январе 1942 года.
В советский период истории деревня была центром колхоза. В этот период в деревне действовали сельский клуб, сельский магазин, общественная баня, медицинский пункт, в деревне находился производственный участок колхоза. Во времена перестройки было образовано СХТОО «Рассвет», администрация СХТОО переехала в соседнюю деревню Лужное.

## География
Деревня расположена в живописнейшем месте национального парка «Угра».
Ближайшие населенные пункты — деревня Лужное — центр сельского поселения Деревня Сени в 3,5 км к востоку; деревня Сени в 3 км к востоку; деревня Куприяново в 1 км к востоку; деревня Озерна в 2,5 км к западу; деревня Субботино в 1 км к северу на противоположном берегу реки Угра (переправы через реку не существует).

## Население
| 2002 | 2010 |
| ---- | ---- |
| 32   | ↘27  |

## Связь
- МТС — в 4 километрах от деревни в деревне Лужное расположена вышка МТС, обеспечивающая уверенный приём мобильной связи.
- Билайн — неуверенный приём.
- Интернет - оптоволокно.

## Транспорт
- Автобусное сообщение с центром Дзержинского района городом Кондрово, деревней Лужное и деревней Сени.
- Такси (из города Кондрово).

## Торговля
- Магазин (продукты питания, промышленные товары, товары широкого потребления) находится в близлежащей деревне Лужное.

## Достопримечательности
- Барские развалины — полусохранившиеся постройки конца XIX века из бутового камня. В советский период помещения использовались под производственный участок колхоза.